# Rhizophydium keratinophilum
Rhizophydium keratinophilum är en svampart som beskrevs av Karling 1946. Rhizophydium keratinophilum ingår i släktet Rhizophydium och familjen Rhizophydiaceae.   Inga underarter finns listade i Catalogue of Life.